# Johannes von Wales
Johannes von Wales, OFM (* 13. Jahrhundert in Wales; † 1285 in Paris), auch bekannt als John Waleys, war ein Franziskaner, der verschiedene lateinische Werke schrieb, die im mittelalterlichen Europa weit verbreitet waren.

## Leben
Er wurde sehr jung Franziskaner und promovierte um 1260 in Theologie. Danach war er Lehrer an der Oxford-Universität. 1270 ging er nach Paris, wo er bis zu seinem Tod blieb. Er war Theologe und Moraltheologe und bewunderte die Antike.

## Werke
Er hat verschiedene Werke auf Latein geschrieben. Seine wichtigsten Werke sind folgende:
- Breviloquium de philosophia, sive sapientia sanctorum. Kleines Traktat über Philosophie, oder Weisheit der Heiligen; wurde im 15. Jahrhundert ins Katalanische  übersetzt.
- Compendiloquium. kleine Zusammenfassung der Philosophiegeschichte.
- Communiloquium oder Summa collationum. Eine Art Manual für Pfarrer und Prediger; wurde im 14. Jahrhundert auch ins Katalanische übersetzt.
  - Digitalisat der Ausgabe Köln 1472
  - Digitalisat der Ausgabe Ulm 1481
  - Digitalisat der Ausgabe Strassburg 1489
  - e-Text der Ausgabe Augsburg 1475